# Kamenitý potok (přítok Ohře)
Kamenitý potok (též Supí potok) je 4,5 km dlouhý potok ve Slavkovském lese v okrese Sokolov v Karlovarském kraji. Plocha jeho povodí měří 5,8 km².
Místní obyvatelé však tento potok znají spíše pod názvem Supí potok. Jako Supí potok je vyznačen i na mapách národního geoportálu Inspire, jeho pramen je podle těchto map zakreslen přibližně 1,3 km směrem na jihozápad, v k.ú. Hrušková.

## Průběh toku
Potok pramení v nadmořské výšce 620 metrů u okraje lesa, zhruba 500 metrů západně od Nadlesí. Nejprve teče severozápadním směrem, po zhruba 200 metrech přibírá zleva menší bezejmenný potůček. Směr toku se postupně otáčí k severu, potok dále pokračuje v žulovém masivu hlubokým údolím se strmými skalnatými svahy. Pod hrázděným objektem, sídlem Městských loketských lesů, protéká menším rybníčkem a směřuje k Lokti. V Lokti se vlévá do Ohře na jejím 187,1 říčním kilometru jako její pravostranný přítok.